# China Film Group Corporation
China Film Group Corporation (mandarin : 中国电影集团公司 ; pinyin: Zhōngguó diànyǐng jítuán gōngsī)) est une société chinoise de production et de distribution de films. C'est la principale société de production du pays et elle détient un monopole sur la distribution de films étrangers en Chine. En 2014, CFGC était le premier distributeur de films en Chine avec 32.8% de part de marché.

## Histoire
Elle a été créée en 1949 sous le nom de China Film Corporation et a pris le nom de China Film Group Corporation (CFGC) en 1999. En 2007, elle a mis au point un partenariat avec Crest Digital (en) pour créer à Pékin le plus grand complexe de fabrication de DVD et de CD d'Asie.
Parmi les filiales du groupe, on peut citer : Beijing Film Studio, China Film Animation, China Youth Film Studio, China Film Co-Production Corporation (qui s'occupe de toutes les coproductions chinoises avec des compagnies étrangères), China Film Equipment Corporation, Movie Channel Production Center, Beijing Film & Video Laboratory et Huayun Film & TV Compact Disk Co., Ltd.